# Villars-Mendraz
Villars-Mendraz är en ort i kommunen Jorat-Menthue i kantonen Vaud i Schweiz. Den ligger cirka 15,5 kilometer nordost om Lausanne. Orten har 266 invånare (2021).
Orten var före den 1 juli 2011 en egen kommun, men slogs då samman med kommunerna Montaubion-Chardonney, Peney-le-Jorat, Sottens och Villars-Tiercelin till den nya kommunen Jorat-Menthue.